# Hartmut Bickelmann

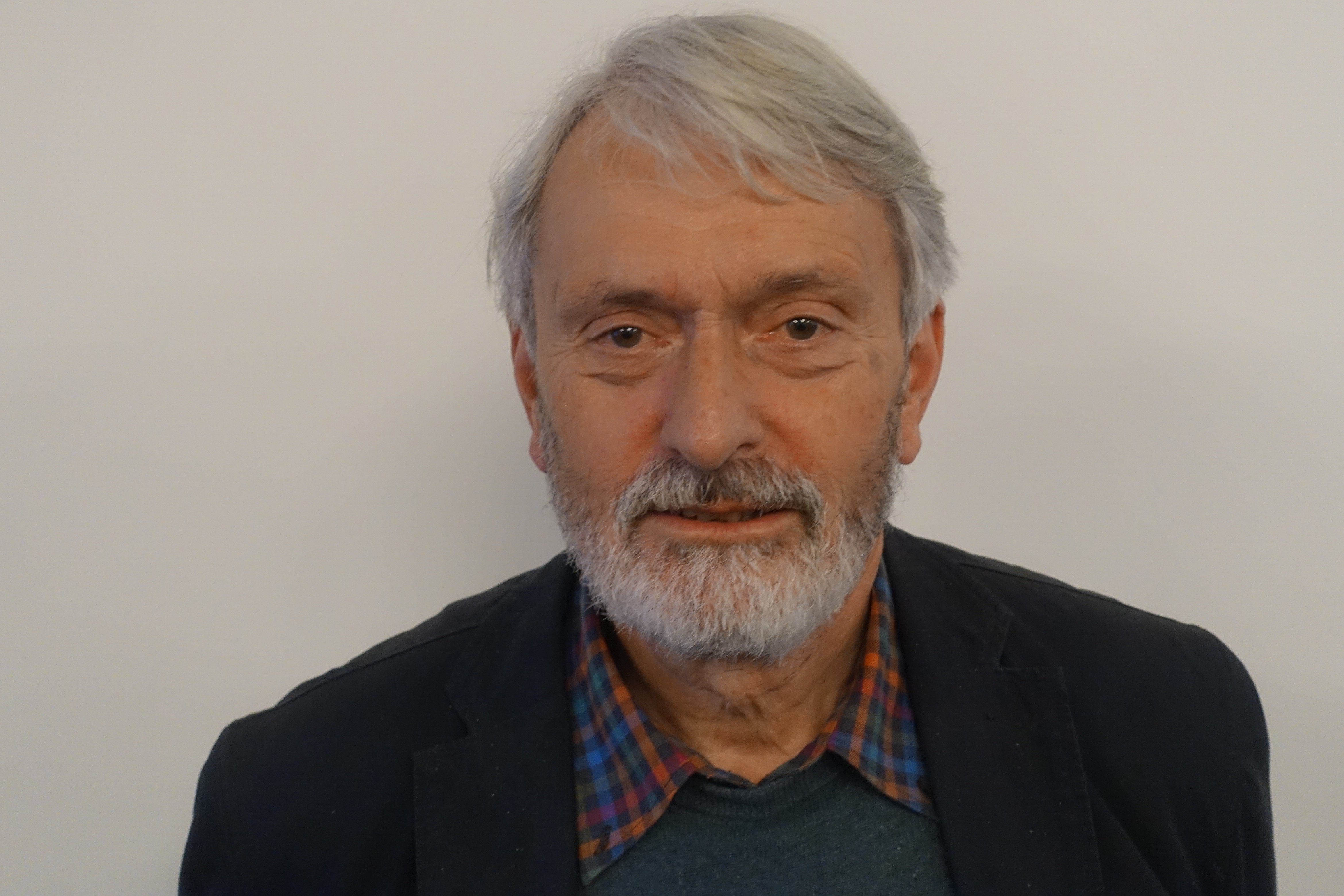
Hartmut Bickelmann (2018)

Hartmut Bickelmann (* 13. Januar 1948 in Ottweiler) ist ein deutscher Historiker und Archivar.

## Leben
Bickelmann ist der Sohn eines Studienrates und lebte seit dem 7. Lebensjahr im Ruhrgebiet. Er legte 1966 das Abitur in Gelsenkirchen-Buer am Max-Planck-Gymnasium ab. Er studierte Geschichte, Germanistik und Politikwissenschaft in Heidelberg, Tübingen und Hamburg. Er wurde 1978 an der Universität Hamburg (Fachbereich Geschichtswissenschaft) mit einer Arbeit zum Thema Deutsche Überseeauswanderung in der Weimarer Zeit promoviert.  Von 1984 bis 1991 war er sieben Jahre wissenschaftlicher Archivar am Archiv der Hansestadt Lübeck. Als Nachfolger von Burchard Scheper war er vom 1. September 1991 bis zu seiner Zurruhesetzung am 1. April 2013 Archivleiter beim Magistrat der Stadt Bremerhaven. Bickelmann war Herausgeber mehrerer Schriftenreihen und einer regionalen Geschichtszeitschrift. Er verfasste eine Vielzahl von Publikationen – allein bis 2013 rund 60 eigene veröffentlichte Werke über die Stadt Bremerhaven. Als Stadtarchivarin in  Bremerhaven folgte ihm Julia Kahleyß, zuvor wissenschaftliche Angestellte am Institut für Sächsische Geschichte und Volkskunde. Er wohnt in Lübeck.

## Auszeichnungen
- 2013: Hermann-Allmers-Preis in der Kategorie „Für Stadthistorische Forschung in Bremerhaven“ für die Erforschung der neueren Geschichte der Stadt Bremerhaven und die Herausgabe der Jahrbücher der „Männer vom Morgenstern“ von 1997 bis 2012[4]

## Publikationen
- Deutsche Überseeauswanderung in der Weimarer Zeit. (Zugl. Diss. von 1978; Fachbereich Geschichtswissenschaft der Universität Hamburg). Franz Steiner Verlag, Wiesbaden 1980, ISBN 978-3-515-03315-2.
- mit Agnes Bretting: Auswanderungsagenturen und Auswanderungsvereine im 19. und 20. Jahrhundert. (= Band 4. von Von Deutschland nach Amerika. Zur Sozialgeschichte der Auswanderung im 19. und 20. Jahrhundert. Band 4) Franz Steiner Verlag, Wiesbaden 1991, ISBN 978-3-515-04853-8.
- mit Dirk J. Peters: Vierundfünfzigmal Bremerhaven. Miniaturen zur Geschichte von Stadt und Hafen. Hrsg.: Stadtarchiv Bremerhaven, Eigenverlag 2013, ISBN 978-3-923851-29-4.
- Ferdinand Vieth 1869 – 1946. Leben und Wirken eines Genossenschafters in Selbstzeugnissen und Beiträgen. Books on Demand, Norderstedt 2018, ISBN 978-3-7460-5925-9.

### Beiträge
- mit Günter Moltmann (Hrsg.): Germans to America. 300 years of immigration 1683 to 1983. Institut für Auslandsbeziehungen (Institute for Foreign Cultural Relations), Stuttgart 1982.
- 200 Jahre Beständigkeit und Wandel bürgerlichen Gemeinsinns. Hrsg.: Gesellschaft zur Beförderung gemeinnütziger Tätigkeit in Lübeck 1789–1989. Schmidt-Römhild Verlag, Lübeck 1988.
- Von der Anwerbung zur Einwanderung. Arbeitsmigration in Bremerhaven. Hrsg.: Arbeitskreis „50 Jahre Arbeitsmigration.“ Stadtarchiv Bremerhaven, 2005, ISBN 978-3-923851-26-3.
- mit Beate Borkowski: Ländliche Kultur im städtischen Raum. 100 Jahre Bauernhausverein Lehe e. V. und Freilichtmuseum Speckenbüttel. Hrsg.: Bauernhausverein Lehe, Stadthaus 5, Bremerhaven 2008.
- Eine Ära geht zu Ende. Der Historiker Dr. Dirk J. Peters ist in den Ruhestand getreten. In: Männer vom Morgenstern Heimatbund an Elb- und Wesermündung e. V. (Hrsg.): Niederdeutsches Heimatblatt. Nr. 778. Nordsee-Zeitung GmbH, Bremerhaven Oktober 2014, S. 3 (Digitalisat [PDF; 5,4 MB; abgerufen am 3. Juli 2019]).
- Konsumverein und Konsumgenossenschaft Lübeck. Vom Lebensmittelversorger der Arbeiterbewegung  zur regionalen Einzelhandelskette, Zeitschrift für Lübeckische Geschichte, Band 98 (2018), Verlag Max Schmidt-Römhild, Lübeck, S. 165–217
- Ein herausragendes Zeugnis der Arbeiterbewegung – Das Kaufhaus des Lübecker Konsumvereins am Klingenberg, Der Wagen – Lübecker Beiträge zur Kultur und Gesellschaft 2018, S. 151–165

### Herausgeberschaften
- Bremerhavener Beiträge zur Stadtgeschichte. Stadtarchiv Bremerhaven; Teil 1: 1994; Teil 2: 1996; Teil 3: 2001.
- Verfassung, Verwaltung und Demokratie. Beiträge zum 50. Jahrestag der Verabschiedung der Bremerhavener Stadtverfassung. Stadtarchiv Bremerhaven, 1997.
- Bremerhavener Persönlichkeiten aus vier Jahrhunderten. Ein biographisches Lexikon. Stadtarchiv Bremerhaven, 2005, ISBN 978-3-923851-26-3.
- Fluss, Land, Stadt. Beiträge zur Regionalgeschichte der Unterweser. Hrsg.: Landschaftsverband der Ehemaligen Herzogtümer Bremen und Verden, 2011, ISBN 978-3-931879-48-8.